# Chueca (kommunhuvudort)
Chueca är en kommunhuvudort i Spanien. Den ligger i provinsen Toledo och regionen Kastilien-La Mancha, i den centrala delen av landet, 80 km söder om huvudstaden Madrid. Chueca ligger 739 meter över havet och antalet invånare är 228.
Terrängen runt Chueca är platt.Runt Chueca är det glesbefolkat, med 17 invånare per kvadratkilometer. Närmaste större samhälle är Toledo, 15,5 km norr om Chueca. Trakten runt Chueca består till största delen av jordbruksmark.